# Jean Bichelonne

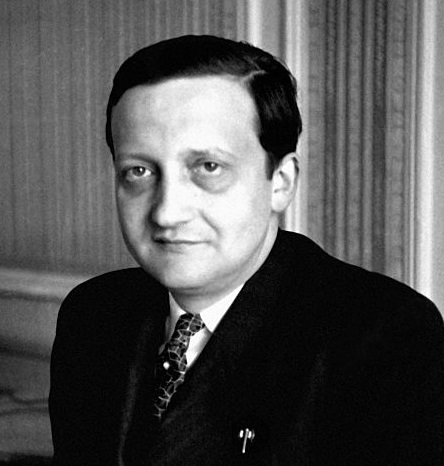
Jean Bichelonne omstreeks 1940

Jean Bichelonne (Bordeaux, 1904 – Hohenlychen, (Brandenburg), 21 december 1944) was een Frans politicus en Vichy-minister.

## Biografie
Bichelonne studeerde in 1923 met goede resultaten af aan de École polytechnique.
Hij werd in 1937 Adjunct-directeur-generaal van de Spoorwegen bij het ministerie van Openbare Werken om vervolgens kabinetschef te worden. In 1939 werd Bichelonne kabinetschef van minister van Bewapening Raoul Dautry. In die hoedanigheid werd de voorraad zwaar water naar Groot-Brittannië afgevoerd om het niet in Duitse handen te laten vallen.
Bichelonne was eind juni 1940 lid van de Franse delegatie bij de Wapenstilstandscommissie Wiesbaden. 
Daarna werd hij secretaris-generaal van Handel en Industrie bij het ministerie van Industriële Productie, daarna werd hij een van de staatssecretarissen van Industriële Productie. In deze hoedanigheid speelde Bichelonne een belangrijke rol in de samenwerking met het Derde Rijk en bleef nauw betrokken bij de service du travail obligatoire, de organisatie stuurde binnen een jaar 640.000 jonge arbeidskrachten naar de Duitse oorlogsindustrie.  Hij vond een medestander in Albert Speer. Frankrijk zou volgens Bichelonne goederen voor Duitsland moeten fabriceren en Bichelonne was een voorstander voor een economische integratie tussen Frankrijk en Duitsland. Dit resulteerde uiteindelijk op 15 september 1943 in een overeenkomst tussen Bichelonne-Speer.
Hij werd op 24 april 1942 minister van Industriële Productie en daarnaast werd hij in november 1943 nog minister van Arbeid.  Hij was eveneens belast met de beleidsterreinen transport en communicatie.  In april 1944 raakte hij betrokken bij een auto-ongeluk en verbrijzelde zijn knie. Op 17 augustus 1944 werd hij samen met andere leden van Vichy door de Duitsers gearresteerd. Door zijn verbrijzelde knie belandde hij in een SS-ziekenhuis in Hohenlychen. Hij overleed aan een longembolie.